# ドーチェスター高地の要塞化
ドーチェスター高地の要塞化（ドーチェスターこうちのようさいか、英: Fortification of Dorchester Heights）は、アメリカ独立戦争の2年目、1776年3月4日の夜半にボストン港を見下ろす高台を大陸軍が要塞化した行動であり、1年間近く続いていたボストン包囲戦を終わらせ、イギリス軍がボストンから撤退する切っ掛けを作った。
ドーチェスター高地はボストン市とその港を見下ろす一連なりの低い丘であり、ここにジョージ・ワシントン将軍が指揮する大陸軍が強力な大砲を設置した。ボストン市を占領していたイギリス軍を指揮するウィリアム・ハウ将軍は、これらの大砲が自軍や港の艦船の脅威となるので要塞を排除する作戦を検討した。しかし、暴風雪にその作戦も遮られ、ボストン市の明け渡しを決断した。ボストン包囲戦の間に市内に逃げ込んでいたロイヤリストを伴ったイギリス軍は3月17日に市を離れ、海軍の艦船でノバスコシアのハリファックスに向った。

## 背景
アメリカ独立戦争の開戦を告げたレキシントン・コンコードの戦いの後、1775年4月19日にボストン包囲戦が始まっていた。この包囲戦を支援する為にコネチカットの民兵隊を率いて来ていたベネディクト・アーノルドがマサチューセッツ安全委員会に、防御の薄いタイコンデロガ砦に大砲など貴重な軍需物資が保管されていると伝え、その捕獲を提案した。5月3日、安全委員会はアーノルドに大佐の位を与え、部隊を組織して砦奪取の任にあたることを承認した。アーノルドはイーサン・アレンとその配下部隊であるグリーンマウンテンボーイズと協働し、コネチカットから連れてきていた民兵隊にマサチューセッツ西部の民兵隊を加え、5月10日にタイコンデロガ砦を奪取し、その軍需物資を捕獲した。
ジョージ・ワシントンが1775年6月にボストン郊外に駐屯していた大陸軍の指揮官に就任した後、ヘンリー・ノックス大佐が包囲戦のためにタイコンデロガ砦から大砲を運んでくることを提案した。結局ノックスはタイコンデロガからケンブリッジまでその武器を運ぶ任務を与えられた。ノックスは11月にタイコンデロガに赴き、冬季の3ヶ月を要して、総量60トンに及ぶ大砲などの武器を運んだ。これには船、馬や牛に曳かせた橇、および人力を用い、質の良くない道路を進み、半分凍った川を渉り、人もほとんど住んでいないバークシャーズの森や湿地を抜けて、ボストン地域にたどり着いた。歴史家のビクター・ブルックスはノックスの功績を、この戦争全体の中で「最も途方も無い兵站業務の功績の一つ」と呼んだ。

## 地形と戦略
ウィリアム・ハウ将軍を筆頭とするイギリス軍の指導層は以前からドーチェスター高地の重要性を認識していた。それはチャールズタウンにある高地と共にボストン市とその外港を見下ろしていたからだった。当初サミュエル・グレイブス提督、後にはモリヌー・シャルダム提督が指揮するイギリス海軍が、陸のイギリス陸軍を守り、また包囲された市内に物資を運んでいたので、港が重要な要素だった。包囲戦の初期にイギリス軍はこれらの高地を確保する作戦を持っていた。手始めにチャールズタウンの高地よりも港に対する見晴らしの良いドーチェスター高地を占領するつもりだった。バンカーヒルの戦い（1775年6月17日）を引き起こす切っ掛けになったのもこの作戦がアメリカ側に漏れたことだった。

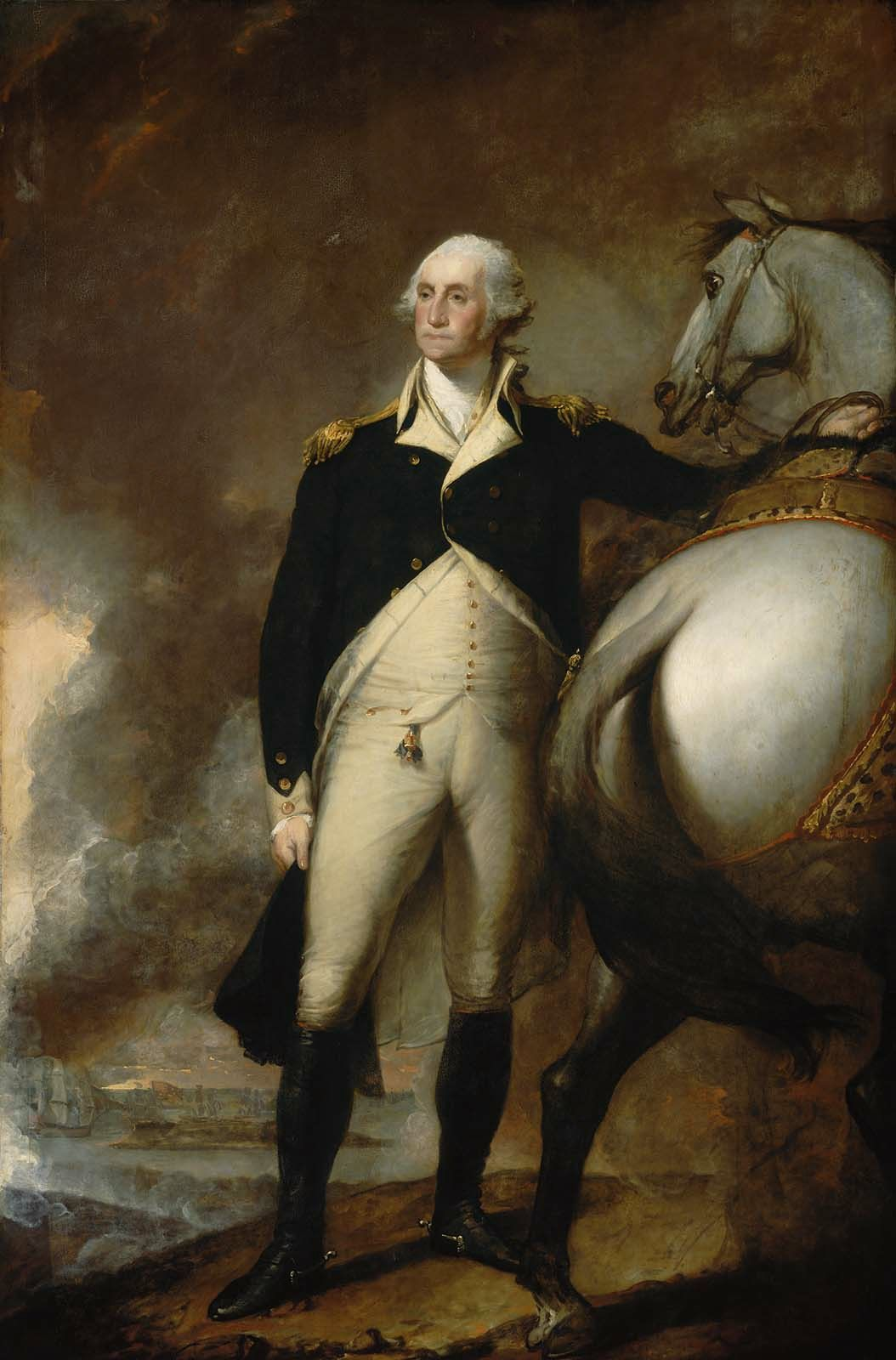
ドーチェスター高地に立つジョージ・ワシントン、ギルバート・ステュアート画、1806年

ワシントンが1775年に包囲戦の指揮官となったとき、まだ占領されていないドーチェスター高地を確保することも考えたが、自軍はイギリス軍からの攻撃に耐える準備が出来ていないと感じてそのアイディアを斥けた。この高地を抑えることについて1776年2月初旬にも再度議論されたが、土地の安全委員会はイギリス軍が強力であり、重要な火薬など軍需物資の供給量が少ないと考えたので、その時はこの作戦を請合えなかった。2月が終わるまでにノックスがタイコンデロガ砦から大砲を運んで到着しており、火薬や砲弾も補充されていた。ワシントンは行動を起こす時だと決断した。

## 要塞化
ワシントンは先ずタイコンデロガ砦から運んできた重い大砲の幾つかをケンブリッジのリーチミアズポイントとコブルヒル、およびロクスベリーのラムズダムに据えさせた。ドーチェスター高地に向けた作戦行動に対する陽動行動として、3月2日の夜にボストンに向けてこれらの大砲を発砲させ、イギリス軍からも反撃してきたが、両軍共に重大な損失は無かった。この砲撃は3月3日の夜にも繰り返され、その間にもドーチェスター高地確保の準備が続けられた。
3月4日夜、砲台から再度砲撃が始まったが、今回は別の活動が伴っていた。ジョン・トーマス将軍が約2,000名の兵士と静かにドーチェスター高地の頂上に行軍し、土木工作の道具や大砲架台を運び上げた。干草の束を部隊の通り道と港との間に置き、活動の音を消すようにした。夜を徹してこの部隊と交代部隊が大砲を運び上げ、町と港を見下ろす位置に土塁を作り上げた。ワシントン将軍も付き添って士気を上げ、3月5日がボストン虐殺事件から6周年にあたることを思い出させて激励した。午前4時までに小火器やブドウ弾ならば抵抗できる砦を造り上げた。陣地での作業が続けられ、木を切り倒し、イギリス軍が襲ってきても防ぐことができるよう逆茂木を作った。土塁の外には石を詰めた樽を置き、防御工作の一部であるかのように見せて、敵が攻撃してきたときには切り落とせるようにした。
ワシントンは、ハウ将軍とその軍隊が逃亡するか丘を取りに来るかどちらかだと予測した。しかし丘を取りに来ることはおそらく、イギリス軍にとって大惨事になったバンカーヒルの戦いを繰り返すことになったであろう。ハウが丘への攻撃を始める決断をすれば、ワシントンはケンブリッジからボストン市への攻撃を始める作戦だった。その準備として、2隻の砲台船とおよそ3,000名の兵士を運ぶために十分な量の船を用意していた。ハウの選択肢に関するワシントンの予測は正確だった。それは正しくハウが検討した選択肢に一致していた。

## イギリス軍の反応
イギリス艦隊の司令官シャルダム提督は、丘の上の陣地を奪わない限り艦隊は危険な状態にあると宣言した。ハウとその参謀は丘を奪い取ることを決断してその作戦を立て、暗闇に紛れて陣地を攻撃するために2,400名の兵士を派遣する準備を行った。ワシントンはイギリス軍の動きに気付き、丘の上の部隊を増強したので、ドーチェスターの防御線には6,000名近くもが配置されることになった。しかし、3月5日の遅くに暴風雪が始まり、その後数日間攻撃を始めるチャンスが無くなった。その嵐がおさまるまでに、ハウは攻撃開始について再考し、ボストンを維持しようとするよりも他のもっと価値の高い場所で戦うために軍隊を温存しておくべきだと考えた。
ハウは代理人を介してワシントンに、イギリス軍が妨害されずに町を離れることを認めるならば、町を焼き払ってしまうこともないと伝えさせた。その後数日間の活動と悪天候が続いた後の3月17日イギリス軍は船でボストンを離れ、ノバスコシアのハリファックスに向った。これには1,000人以上のロイヤリスト市民も従った。

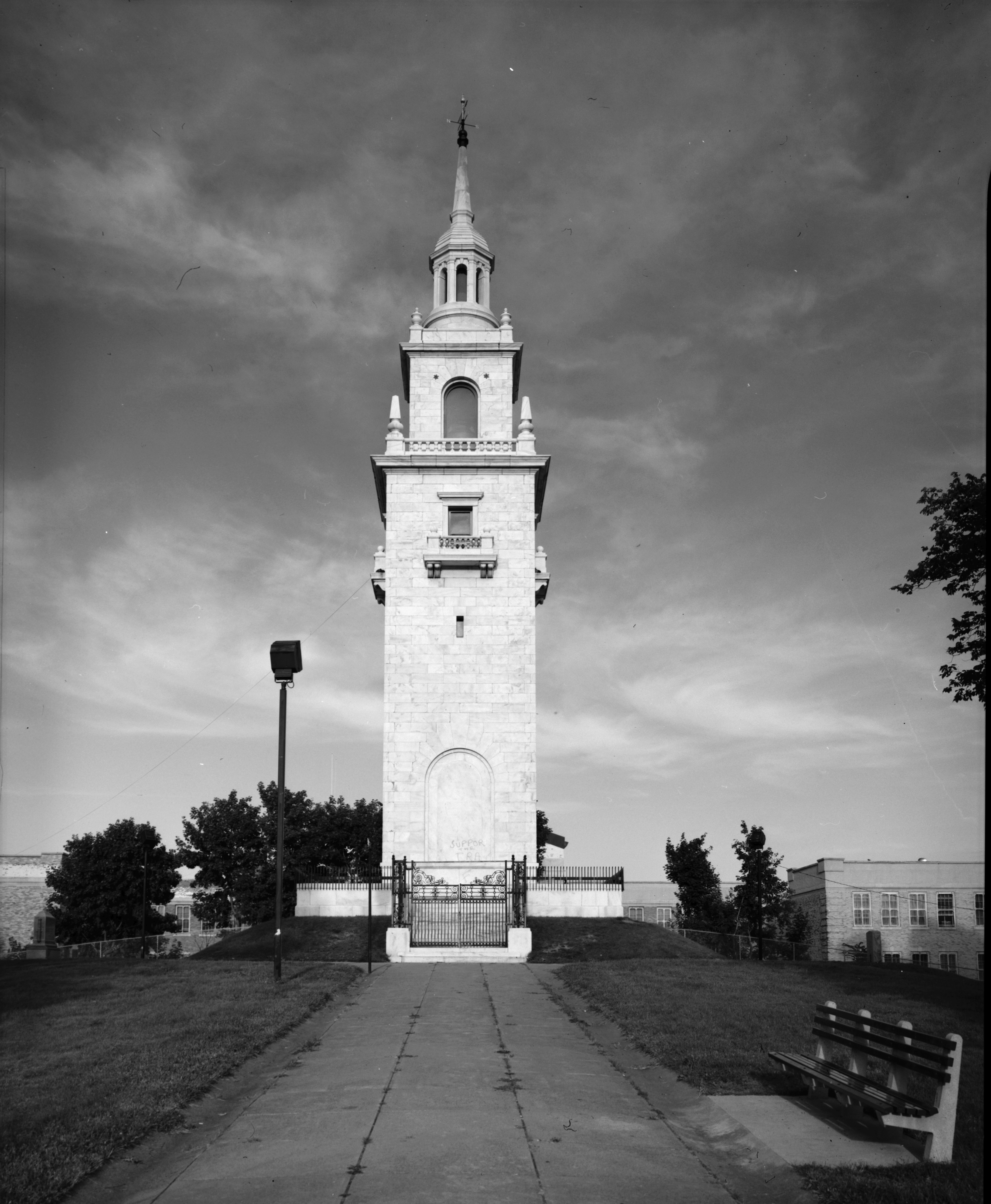
ドーチェスター高地の記念碑、1902年建立

## 遺産
ドーチェスター高地の要塞は独立戦争が終わるまで維持され、戦後に放棄された。米英戦争のとき、イギリス軍の侵略に備えてこの高地は再度要塞化され駐屯された。米英戦争が終わると完全に放棄され、19世紀の後半からボストン港の埋め立て材料として使われた。
1902年、地域の歴史に関する興味が上がってきたことに伴い、現在の南ボストンの高台に記念碑が建設された。地域の多くのアイルランド系市民がボストン市を含むサフォーク郡で3月17日を解放の日と名付けて休日とする提唱者ともなった。この日はアイルランドの祝祭日である聖パトリックの祝日でもある。
ドーチェスター高地の跡は1966年にアメリカ合衆国国家歴史登録財に指定され、1978年にはボストン国定歴史公園の一部としてアメリカ合衆国国立公園局の管轄下に入った。